# Nikolaj Gogol
Nikolaj Vasiljevitsj Gogol (Oekraïens: Мико́ла Васи́льович Го́голь; Russisch: Никола́й Васи́льевич Го́голь)
(Velyki Sorotsjyntsi, nabij Mirgorod, 1 april 1809 – Moskou, 4 maart 1852) was een Russische schrijver van Oekraïense afkomst. Hij was de eerste grote Russische prozaïst van de 19e eeuw, maar schreef ook poëzie.

## Biografie
Gogol kwam uit het gebied dat voorheen Klein-Rusland werd genoemd, het huidige Oekraïne. Zijn ouders bewoonden een klein landgoed in het gouvernement Poltava. Hij volgde het gymnasium in Nezjin. In 1828 ging hij naar Sint-Petersburg om een baan te zoeken bij de overheid. Het jaar daarop publiceerde hij zijn eerste gedicht.
Van 1834 tot 1835 was hij hoogleraar middeleeuwse geschiedenis aan de universiteit van Sint-Petersburg. Dat was geen succes en hij nam zelf ontslag. Gogol gebruikte de ervaring in een satirisch verhaal. In 1835 legde hij zich volledig toe op het schrijven. Zijn verdere leven zwierf hij rond door Europa. Hij woonde in Parijs en op diverse plaatsen in Rome en hij had last van verschillende kwalen, zoals depressie. Gogol arriveerde op 23 februari 1848 voor een pelgrimage in Jeruzalem waar hij verlossing zocht voor zijn zonden. Hij werd zwaar teleurgesteld en keerde terug naar Rusland. Uiteindelijk hongerde hij zich dood en raakte in coma. Ten slotte overleed hij in Moskou in 1852. Toen zijn kist in de twintigste eeuw werd geopend bleek zijn lichaam er met het hoofd naar beneden in te liggen.

## Bespreking van zijn werk

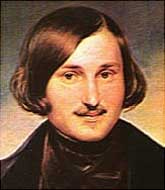
Nikolaj Gogol

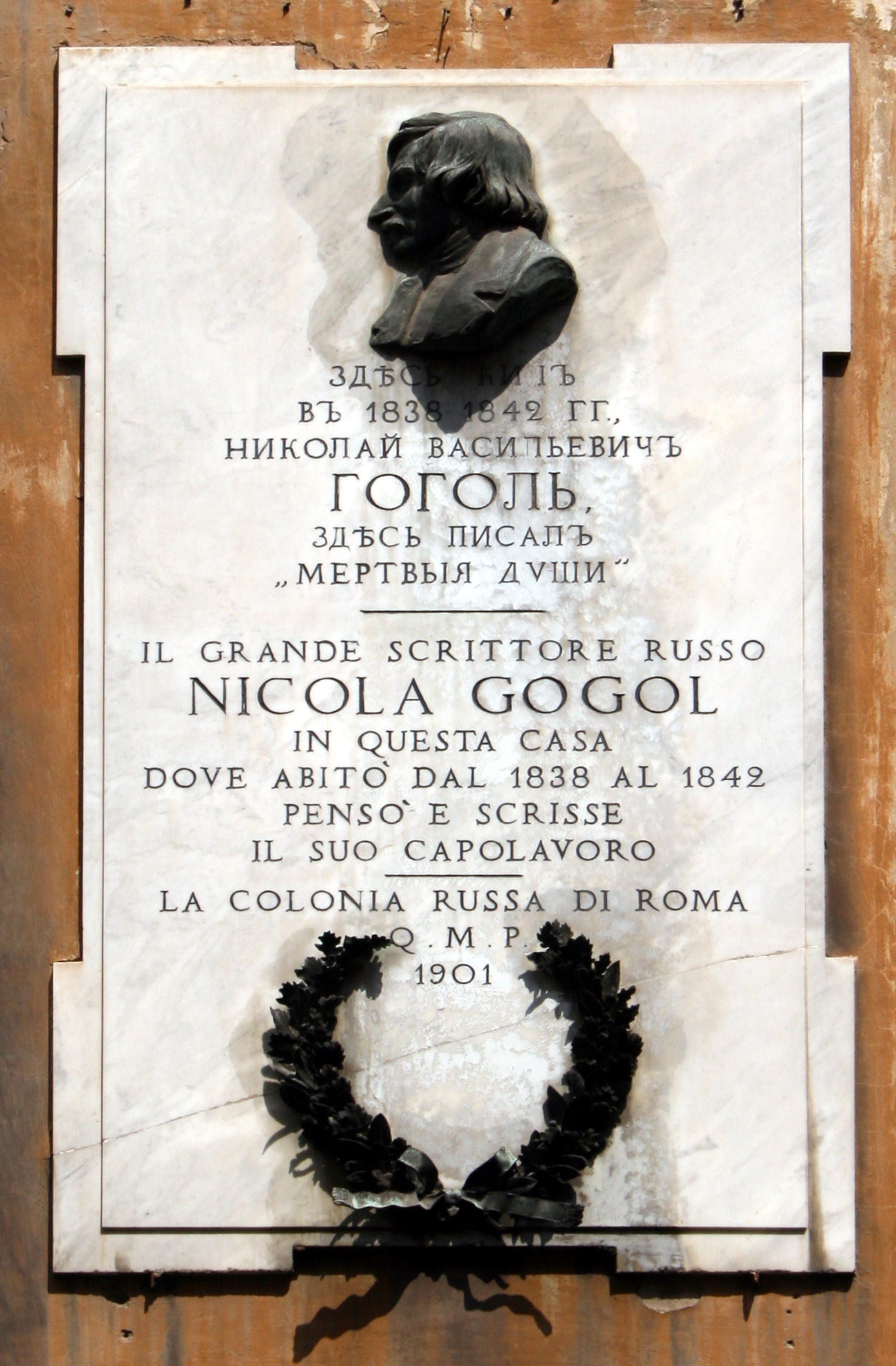
Gevelteken voor Gogol in Via Capo le Case, een van zijn adressen te Rome vlak bij Piazza di Spagna.

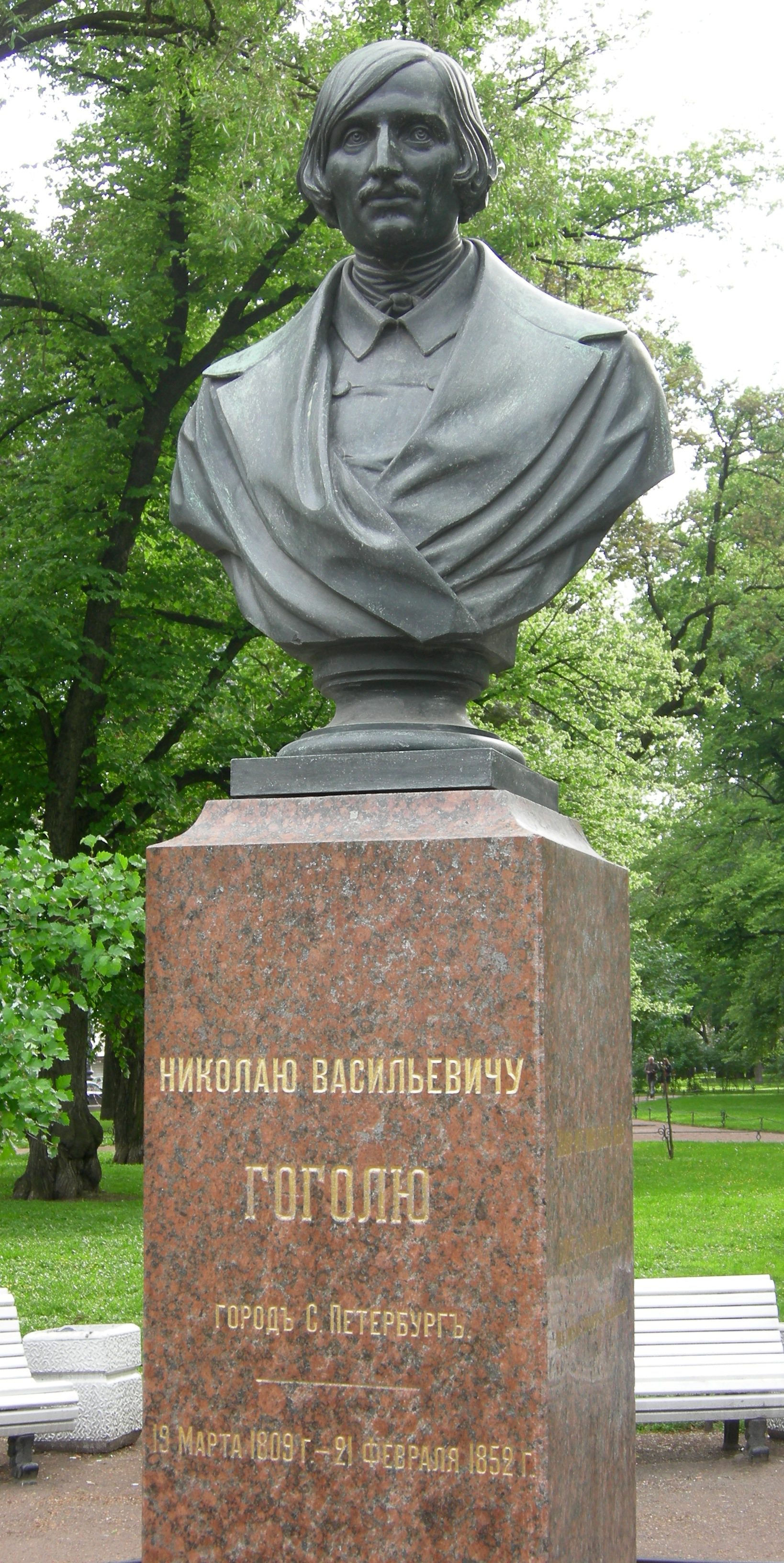
Buste te Sint-Petersburg

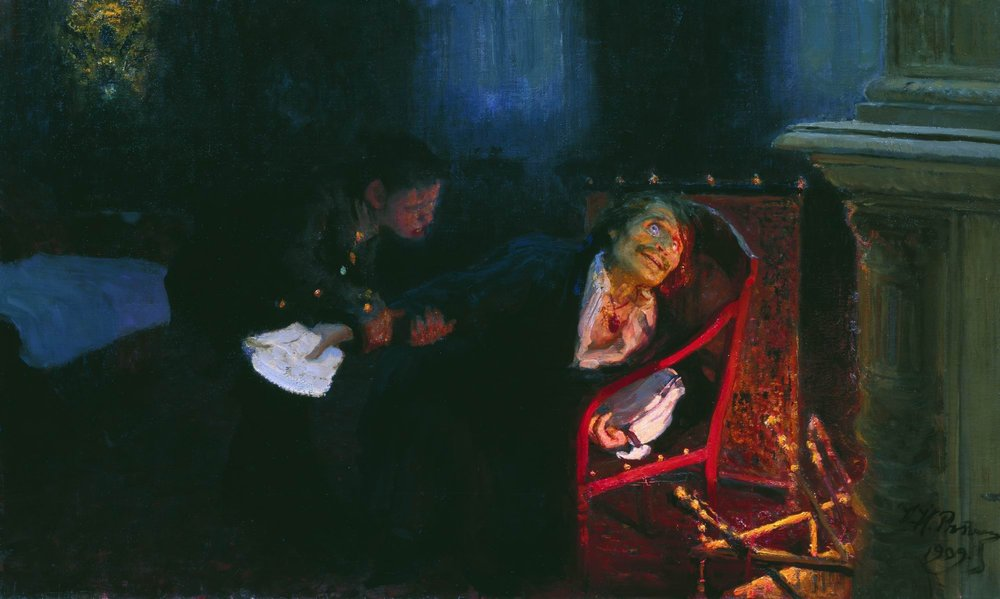
Gogol verbrandt het manuscript van deel 2 van "Dode Zielen", schilderij uit 1909 door Ilja Repin, Tretjakovgalerij, Moskou.

In 1829 publiceerde Gogol het gedicht Hanz Küchelgarten. Van 1831 tot 1832 werkte Gogol aan Avonden op een dorp nabij Dikanka. Dit is een vrolijke, folkloristische verhalenbundel, geïnspireerd door zijn jeugdjaren in Oekraïne. Het was eveneens in 1831 dat hij kennis maakte met Poesjkin, en enkele maanden later ook met Madame Smirnova. Dankzij hen werd hij geïntroduceerd in de Sint-Petersburgse literaire salons. Het was ook Poesjkin die Gogol de thema's aanreikte voor De Revisor, en Dode zielen. Aanvankelijk werd Gogol door de literaire kritiek gezien als een Oekraïense, niet Russische auteur.
Gogol was een belangrijk exponent van het Russisch realisme. Thema's die vaak terugkeren in zijn werk zijn de duivel en de tegenstelling tussen schijn en werkelijkheid. Ook schreef hij veel over Sint-Petersburg. Rond 1836 kwam zijn toneelstuk De Revisor uit. Een ander toneelstuk van hem is Huwelijk.
Daarnaast schreef hij ook verhalen zoals De neus en Dagboek van een gek, beide uit 1835. Later werden deze verhalen gebundeld in Petersburgse vertellingen. Een beroemde novelle van Gogol in deze bundel is De mantel. Over deze novelle schreef Vladimir Nabokov: "Met zijn onsterfelijke verhaal De mantel, werd Nikolaj Gogol de grootste kunstenaar die Rusland ooit heeft voortgebracht."
Een belangrijk werk van Gogol is de roman Dode zielen uit 1842. De bedoeling was om een trilogie te schrijven, maar alleen deel 1 is geheel overgebleven; Gogol verbrandde het deel van zijn werk waar hij ontevreden over was, zodat van deel 2 slechts enkele fragmenten bewaard zijn. Achteraf had hij spijt van deze vernietiging. Dode zielen gaat over de landheer Tsjitsjikov, die langs landheren gaat om hun zogenaamde 'dode zielen' (lijfeigenen ('zielen') bleven ook na hun dood op de zogenaamde revisielijsten staan) op te kopen. Levendig worden de ontmoetingen met deze zeer uiteenlopende personages beschreven.

## Publicaties
Poëzie
- Ode aan Italië (1829)
- Hanz Küchelgarten (1829)

Korte verhalen
- Avonden op een boerderij in de buurt van Dikanka (1832)
  - Deel één
    - Inleiding
    - De jaarmarkt van Sorotsjintsy
    - De avond voor Sint-Jan
    - Meinacht of Het verdronken meisje
    - De verdwenen missive

  - Deel twee
    - Inleiding
    - Kerstnacht
    - Vreselijke wraak
    - Ivan Fjodorovitsj Sjponka en zijn tante
    - Een betoverde plek
- Mirgorod (1835)
  - Ouderwetse landeigenaars
  - Taras Boelba
  - Vi
  - Verhaal, hoe Ivan Ivanovitsj overhoop kwam te liggen met Ivan Nikiforovitsj
- Arabesken of Petersburgse vertellingen (1835-'42)
  - Nevski Prospekt
  - Dagboek van een gek
  - De neus
  - Het portret
  - De mantel
  - De kales

Drama
- De Revisor (1836)
- Het huwelijk (1842)

Roman
- Dode zielen
  - Deel één (1842)
  - Deel twee (onvoltooid)

## Verfilmingen
Van Gogols werken zijn verschillende verfilmingen gemaakt. Joeri Norstein is sinds 1981 bezig een animatiefilm te maken van De Mantel. Het verhaal werd ook reeds in 1926 congeniaal verfilmd in het surrealistische meesterwerk van Grigori Kozintsev en Leonid Trauberg.

## Krater
- Op Mercurius is de krater Gogol naar de schrijver vernoemd. De krater is gelegen op 28,1° zuiderbreedte en op 146,4° westerlengte en heeft een diameter van 87 km.

- Bibsys: 90064605
- Biblioteca Nacional de Chile: 000042053
- Biblioteca Nacional de España: XX1157247
- Bibliothèque nationale de France: cb119052865 (data)
- Catàleg d'autoritats de noms i títols de Catalunya: 981058527826006706
- CiNii: DA00463621
- Digitale Bibliotheek voor de Nederlandse Letteren: gogo001
- Gemeinsame Normdatei: 118540424
- Historisch woordenboek van Zwitserland: 041474
- International Standard Name Identifier: 0000 0001 2101 4127
- Library of Congress Control Number: n79056736
- Nationale Bibliotheek van Letland: 000022017
- MusicBrainz: 8f0dbea2-30bb-467e-aa51-4e770f87478e
- Bibliotheek van het Japanse parlement: 00441122
- Nationale Bibliotheek van Tsjechië: jn19990210244
- Nationale bibliotheek van Australië: 35327320
- Nationale Bibliotheek van Israël: 987007261700805171
- Nationale Bibliotheek van Polen: a0000001179000
- Nationale en Universitaire bibliotheek Zagreb: 000044179
- Nederlandse Thesaurus van Auteursnamen: 068772904
- Réseau des bibliothèques de Suisse occidentale: 02-A000072705
- Russische Staatsbibliotheek: 000083099
- Istituto Centrale per il Catalogo Unico: CFIV006746
- LIBRIS: 209834
- SNAC: w6gf1092
- Système universitaire de documentation: 027354407
- Museum of New Zealand Te Papa Tongarewa: 36092
- Trove: 912877
- Union List of Artist Names: 500318548
- Virtual International Authority File: 54148306
- WorldCat: E39PBJbM4Wv8bgRQ4bFkgJ3WjC